# Evezés az 1932. évi nyári olimpiai játékokon
Az 1932. évi nyári olimpiai játékokon az evezésben hét versenyszámban osztottak érmeket.

## Éremtáblázat
(A rendező ország csapata eltérő háttérszínnel, az egyes számoszlopok legmagasabb értéke, vagy értékei vastagítással kiemelve.)
| Az 1932. évi nyári olimpiai játékok éremtáblázata evezésben | Az 1932. évi nyári olimpiai játékok éremtáblázata evezésben | Az 1932. évi nyári olimpiai játékok éremtáblázata evezésben | Az 1932. évi nyári olimpiai játékok éremtáblázata evezésben | Az 1932. évi nyári olimpiai játékok éremtáblázata evezésben | Olimpia  |
| ----------------------------------------------------------- | ----------------------------------------------------------- | ----------------------------------------------------------- | ----------------------------------------------------------- | ----------------------------------------------------------- | -------- |
|                                                             | Ország                                                      | Arany                                                       | Ezüst                                                       | Bronz                                                       | Összesen |
| 1.                                                          | Egyesült Államok (USA)                                      | 3                                                           | 1                                                           | 0                                                           | 4        |
| 2.                                                          | Nagy-Britannia (GBR)                                        | 2                                                           | 0                                                           | 0                                                           | 2        |
| 3.                                                          | Németország (GER)                                           | 1                                                           | 2                                                           | 0                                                           | 3        |
| 4.                                                          | Ausztrália (AUS)                                            | 1                                                           | 0                                                           | 0                                                           | 1        |
|                                                             |                                                             |                                                             |                                                             |                                                             |          |
| 5.                                                          | Olaszország (ITA)                                           | 0                                                           | 2                                                           | 1                                                           | 3        |
| 6.                                                          | Lengyelország (POL)                                         | 0                                                           | 1                                                           | 2                                                           | 3        |
| 7.                                                          | Új-Zéland (NZL)                                             | 0                                                           | 1                                                           | 0                                                           | 1        |
|                                                             |                                                             |                                                             |                                                             |                                                             |          |
| 8.                                                          | Kanada (CAN)                                                | 0                                                           | 0                                                           | 2                                                           | 2        |
| 9.                                                          | Franciaország (FRA)                                         | 0                                                           | 0                                                           | 1                                                           | 1        |
| 9.                                                          | Uruguay (URU)                                               | 0                                                           | 0                                                           | 1                                                           | 1        |
|                                                             |                                                             |                                                             |                                                             |                                                             |          |
| Összesen                                                    | Összesen                                                    | 7                                                           | 7                                                           | 7                                                           | 21       |

## Érmesek
| Az 1932. évi nyári olimpiai játékok érmesei evezésben | | | |
| Versenyszám                                           | Arany | Ezüst | Bronz |
| Egypárevezős                                          | Henry Pearce · Ausztrália (AUS) | William Miller · Egyesült Államok (USA) | Guillermo Douglas · Uruguay (URU) |
| Kétpárevezős                                          | Egyesült Államok (USA) · Kenneth Myers · William Gilmore | Németország (GER) · Herbert Buhtz · Gerhard Boetzelen | Kanada (CAN) · Charles Edward Pratt · Noël de Mille |
| Kormányos nélküli kettes                              | Nagy-Britannia (GBR) · Lewis Clive · Hugh Edwards | Új-Zéland (NZL) · Cyril Stiles · Fred Thompson | Lengyelország (POL) · Henryk Budziński · Jan Krenz-Mikołajczak                                                                                                 |
| Kormányos kettes                                      | Egyesült Államok (USA) · Joseph Schauers · Charles Kieffer · Edward Jennings                                                                                           | Lengyelország (POL) · Jerzy Braun · Janusz Ślązak · Jerzy Skolimowski | Franciaország (FRA) · Anselme Brusa · André Giriat · Pierre Brunet                                                                                             |
| Kormányos nélküli négyes                              | Nagy-Britannia (GBR) · John Badcock · Hugh Edwards · Jack Beresford · Rowland George                                                                                   | Németország (GER) · Karl Aletter · Ernst Gaber · Walter Flinsch · Hans Maier | Olaszország (ITA) · Antonio Ghiardello · Francesco Cossu · Giliante D'Este · Antonio Garzoni Provenzani                                                        |
| Kormányos négyes                                      | Németország (GER) · Hans Eller · Horst Hoeck · Walter Meyer · Joachim Spremberg · Carlheinz Neumann                                                                    | Olaszország (ITA) · Bruno Vattovaz · Giovanni Plazzer · Riccardo Divora · Bruno Parovel · Giovanni Scher                                                                        | Lengyelország (POL) · Jerzy Braun · Janusz Ślązak · Stanisław Urban · Edward Kobyliński · Jerzy Skolimowski                                                    |
| Nyolcas                                               | Egyesült Államok (USA) · Edwin Salisbury · James Blair · Duncan Gregg · David Dunlap · Burton Jastram · Charles Chandler · Harold Tower · Winslow Hall · Norris Graham | Olaszország (ITA) · Vittorio Cioni · Mario Balleri · Renato Bracci · Dino Barsotti · Roberto Vestrini · Guglielmo Del Bimbo · Enrico Garzelli · Renato Barbieri · Cesare Milani | Kanada (CAN) · Earl Eastwood · Joseph Harris · Stanley Stanyar · Harry Fry · Cedric Liddell · William Thoburn · Donald Boal · Albert Taylor · George MacDonald |